# Ашеберг (Шлезвіг-Гольштейн)
Ашеберг (нім. Ascheberg) — громада в Німеччині, розташована в землі Шлезвіг-Гольштейн. Входить до складу району Плен.
Площа — 20,93 км2. Населення становить 2905 ос. (станом на 31 грудня 2020).